# 周力平
周力平（1957年—），北京大学海洋研究院院长，城市与环境学院教授、博士生导师，研究领域为史前人类活动的地球化学证据、磁性地层、环境磁学等。中华人民共和国教育部第二批“长江学者”特聘教授。担任国际第四纪研究联合会（INQUA）地层与年代学委员会等多个研究机构学术兼职、《科学通报》等多个期刊编委。
1982获北京大学地理系学士学位、1984获布鲁塞尔自由大学理学院硕士学位、1992获剑桥大学植物系博士学位；1999年起在北京大学工作，2019年任海洋研究院院长。